# Cornualha (Bretanha)

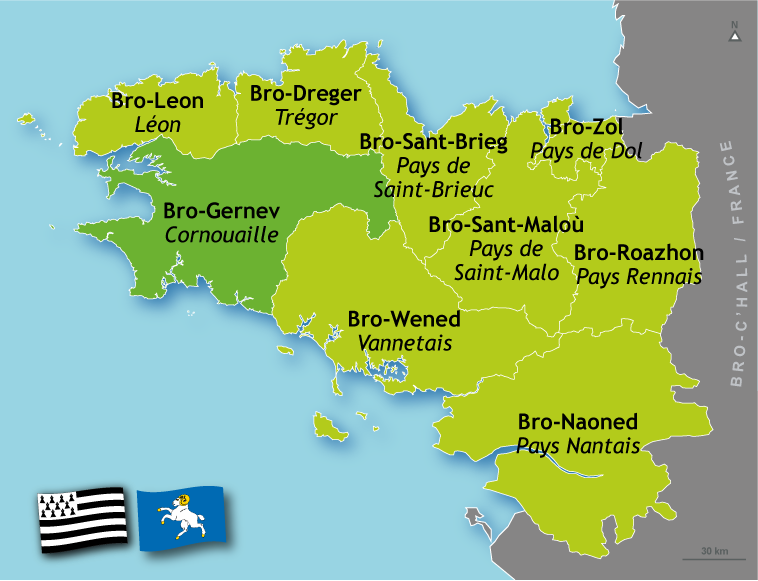
Localização da Cornouaille na Bretanha

Bandeira da Cornualha.

Cornouaille ou Cornualha é uma região histórica da Bretanha, no noroeste da França. O nome é idêntico ao nome francês para o Ducado da Cornualha (Cornwall), uma vez que a área possuía fundadores dessa região da atual Inglaterra. Naquele período, a mesma língua era falada nos dois lados do Canal da Mancha, mas acabou desenvolvendo dois dialetos diferentes: a língua córnica na ilha e a língua bretã no continente. No entanto, na França, a Cornualha britânica é chamada de "Les Cornouailles", no plural, para distinguir as duas regiões.